# Juviles
Juviles è un comune spagnolo di 170 abitanti situato nella comunità autonoma dell'Andalusia.